# Martin Jensen
Martin Jensen (* 16. prosince 1946 Dánsko) je dánský spisovatel historických románů.

## Životopis
Dánský prozaik Martin Jensen je původním povoláním pedagog. V letech 1969–1995 působil jako učitel na školách v Dánsku a Švédsku. Díky úspěchu, který si jeho romány získaly mezi čtenáři, se nyní naplno věnuje jen své literární tvorbě. Zaměřuje se především na historické romány ze středověku, v nichž se odráží jeho vášnivý zájem o dějiny.
Za své práce obdržel různá ocenění, například cenu Dánské kriminální akademie za první díl ze série o Eskovi Litlovi, zasazené do poloviny 14. století. Ze zatím pětidílné ságy o Halfdanovi a Winstonovi, vyšly česky tři díly: Královi psi (Plus, 2013), Křivopřísežník (Plus, 2014) a Sedlákův soud (Plus, 2015).
V květnu 2014 navštívil Martin Jensen Prahu v rámci konání knižního veletrhu Svět knihy.

## Knihy, které vyšly v češtině

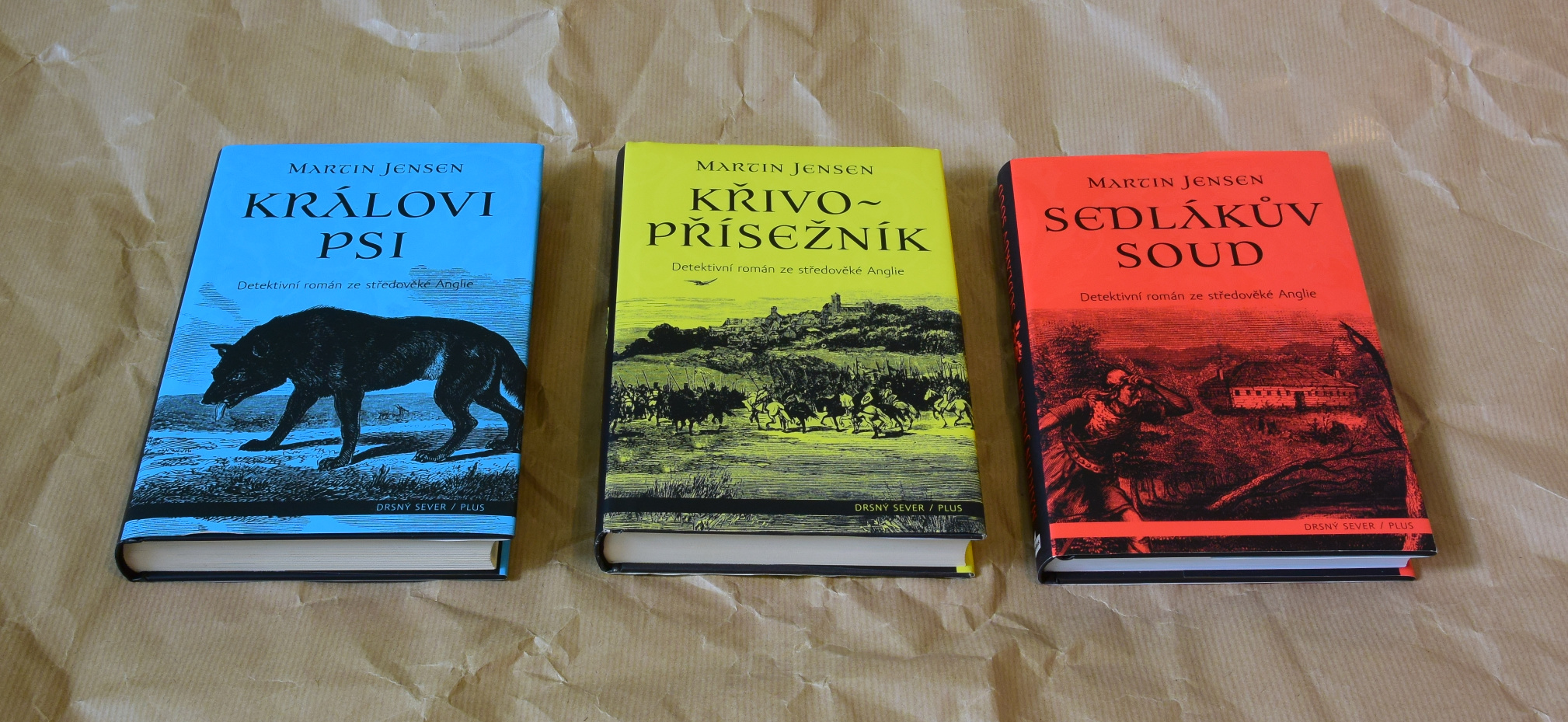
česká vydání tří knih Martina Jensena.

- Královi psi (nakladatelství Plus, 2013; detektivní román ze středověké Anglie)
- Křivopřísežník (nakladatelství Plus, 2014; detektivní román ze středověké Anglie, volně navazující na předchozí Královy psy)
- Sedlákův soud (nakladatelství Plus, 2015; navazující detektivní román ze středověké Anglie)